# Scheldeprijs 2018
La 106.ª edición de la clásica ciclista Scheldeprijs, fue una carrera en Bélgica que se celebró el 4 de abril de 2018 sobre un recorrido de 200,4 kilómetros con inicio en la ciudad de Terneuzen y final en el municipio de la Schoten.
La carrera hizo parte del UCI Europe Tour 2018, dentro de la categoría 1.HC.
La carrera fue ganada por el corredor neerlandés Fabio Jakobsen del equipo Quick-Step Floors, en segundo lugar Pascal Ackermann (Bora-Hansgrohe) y en tercer lugar Christopher Lawless (Sky).

## Equipos participantes
Tomaron parte en la carrera 23 equipos: 11 de categoría UCI WorldTeam; y 12 de categoría Profesional Continental. Formando así un pelotón de 156 ciclistas de los que acabaron 58. Los equipos participantes fueron:
| WorldTeams (11)- Astana - Bora-Hansgrohe - Dimension Data - EF Education First-Drapac p/b Cannondale - Groupama-FDJ - Katusha-Alpecin - Lotto Soudal - Lotto NL-Jumbo - Quick-Step Floors - Sky - Team Sunweb Equipos continentales profesionales (12)- Aqua Blue Sport - CCC Sprandi Polkowice - Cofidis, Solutions Crédits - Fortuneo-Samsic - Israel Cycling Academy - Roompot-Nederlandse Loterij - Sport Vlaanderen-Baloise - UnitedHealthcare - Vital Concept - Vérandas Willems-Crelan - WB-Aqua Protect-Veranclassic - Wanty-Groupe Gobert |
| |

## Clasificación final
- Las clasificaciones finalizaron de la siguiente forma:[4]

| \| Clasificación general \| Clasificación general \| Clasificación general \| Clasificación general \| Clasificación general \| \| Ciclista \| Ciclista \| Equipo \| Tiempo \| \| \| --------------------- \| --------------------- \| ------------------------ \| --------------------- \| --------------------- \| \| 1.º \| Fabio Jakobsen \| Quick-Step Floors \| 4 h 23 min 51 s \| \| \| 2.º \| Pascal Ackermann \| Bora-Hansgrohe \| + 0 s \| \| \| 3.º \| Christopher Lawless \| Team Sky \| + 0 s \| \| \| 4.º \| Jens Debusschere \| Lotto-Soudal \| + 0 s \| \| \| 5.º \| Jérémy Lecroq \| Vital Concept \| + 0 s \| \| \| 6.º \| Max Walscheid \| Team Sunweb \| + 0 s \| \| \| 7.º \| Timothy Dupont \| Wanty-Groupe Gobert \| + 0 s \| \| \| 8.º \| Jonas Rickaert \| Sport Vlaanderen-Baloise \| + 0 s \| \| \| 9.º \| Bram Welten \| Fortuneo-Samsic \| + 0 s \| \| \| 10.º \| Marco Haller \| Katusha-Alpecin \| + 0 s \| \| |                     |                          |                 |
| |                     |                          |                 |
| Fuente: ProCyclingStats |                     |                          |                 |
| Clasificación general |                     |                          |                 |
| Ciclista | Ciclista            | Equipo                   | Tiempo          |
| 1.º | Fabio Jakobsen      | Quick-Step Floors        | 4 h 23 min 51 s |
| 2.º | Pascal Ackermann    | Bora-Hansgrohe           | + 0 s           |
| 3.º | Christopher Lawless | Team Sky                 | + 0 s           |
| 4.º | Jens Debusschere    | Lotto-Soudal             | + 0 s           |
| 5.º | Jérémy Lecroq       | Vital Concept            | + 0 s           |
| 6.º | Max Walscheid       | Team Sunweb              | + 0 s           |
| 7.º | Timothy Dupont      | Wanty-Groupe Gobert      | + 0 s           |
| 8.º | Jonas Rickaert      | Sport Vlaanderen-Baloise | + 0 s           |
| 9.º | Bram Welten         | Fortuneo-Samsic          | + 0 s           |
| 10.º | Marco Haller        | Katusha-Alpecin          | + 0 s           |

## UCI World Ranking
La Scheldeprijs otorga puntos para el UCI Europe Tour 2018 y el UCI World Ranking, este último para corredores de los equipos en las categorías UCI WorldTeam, Profesional Continental y Equipos Continentales. Las siguientes tablas muestran el baremo de puntuación y los 10 corredores que obtuvieron más puntos:
| Posición              | 1.ª | 2.ª | 3.ª | 4.ª | 5.ª | 6.ª | 7.ª | 8.ª | 9.ª | 10.ª |
| Clasificación general | 200 | 150 | 125 | 100 | 85  | 70  | 60  | 50  | 40  | 35   |

| 1.º  | Fabio Jakobsen      | Quick-Step Floors        | 200 |
| 2.º  | Pascal Ackermann    | Bora-Hansgrohe           | 150 |
| 3.º  | Christopher Lawless | Sky                      | 125 |
| 4.º  | Jens Debusschere    | Lotto Soudal             | 100 |
| 5.º  | Jérémy Lecroq       | Vital Concept            | 85  |
| 6.º  | Max Walscheid       | Sunweb                   | 70  |
| 7.º  | Timothy Dupont      | Wanty-Groupe Gobert      | 60  |
| 8.º  | Jonas Rickaert      | Sport Vlaanderen-Baloise | 50  |
| 9.º  | Bram Welten         | Fortuneo-Samsic          | 40  |
| 10.º | Marco Haller        | Katusha-Alpecin          | 35  |